# Mistrzostwa Europy w Lekkoatletyce 2012 – rzut młotem mężczyzn
Rzut młotem mężczyzn – jedna z konkurencji rozegranych podczas lekkoatletycznych mistrzostw Europy na Helsingin Olympiastadion w Helsinkach.

## Terminarz
| Data       | Godzina |            |
| ---------- | ------- | ---------- |
| 28 czerwca | 13:55   | Eliminacje |
| 30 czerwca | 21:05   | Finał      |

## Przebieg zawodów

### Eliminacje
| Poz. | Grupa | Zawodnik                 | Reprezentacja   | #1    | #2    | #3    | Rezultat | Uwagi |
| ---- | ----- | ------------------------ | --------------- | ----- | ----- | ----- | -------- | ----- |
| 1    | A     | Krisztián Pars           | Węgry           | 77.16 | x     | 78.09 | 78.09    | Q     |
| 2    | B     | Nicola Vizzoni           | Włochy          | 73.99 | 76.42 | 74.18 | 76.42    | q, SB |
| 3    | B     | Ołeksij Sokyrski         | Ukraina         | 75.35 | x     | 72.56 | 75.35    | q     |
| 4    | A     | Olli-Pekka Karjalainen   | Finlandia       | 74.54 | x     | x     | 74.54    | q     |
| 5    | B     | Pawieł Krywicki          | Białoruś        | 70.78 | x     | 74.39 | 74.39    | q     |
| 6    | B     | Markus Esser             | Niemcy          | 74.04 | 73.42 | x     | 74.04    | q     |
| 7    | A     | Aleksiej Zagorny         | Rosja           | 72.10 | 73.55 | 74.00 | 74.00    | q     |
| 8    | A     | Marcel Lomnický          | Słowacja        | 73.84 | 73.32 | x     | 73.84    | q     |
| 9    | B     | Szymon Ziółkowski        | Polska          | 72.05 | x     | 73.74 | 73.74    | q     |
| 10   | A     | Jérôme Bortoluzzi        | Francja         | 70.29 | 73.46 | x     | 73.46    | q     |
| 11   | B     | Walerij Swiatocha        | Białoruś        | 73.01 | x     | 70.48 | 73.01    | q     |
| 12   | A     | Mattias Jons             | Szwecja         | 71.56 | 72.85 | x     | 72.85    | q     |
| 13   | A     | Nicolas Figère           | Francja         | 72.84 | 71.17 | x     | 72.84    |       |
| 14   | A     | Eivind Henriksen         | Norwegia        | 72.54 | x     | 71.49 | 72.54    |       |
| 15   | A     | Lorenzo Povegliano       | Włochy          | x     | 72.47 | x     | 72.47    |       |
| 16   | B     | Kristóf Németh           | Węgry           | 69.42 | 71.23 | 72.46 | 72.46    |       |
| 17   | A     | Jury Szajunou            | Białoruś        | x     | 72.18 | 72.07 | 72.18    |       |
| 18   | B     | Anatoliy Pozdnyakov      | Rosja           | 69.08 | 67.84 | 71.79 | 71.79    |       |
| 19   | A     | Andrij Martyniuk         | Ukraina         | 71.48 | 68.39 | 71.69 | 71.69    |       |
| 20   | B     | Tuomas Seppänen          | Finlandia       | 69.84 | 70.47 | 71.15 | 71.15    |       |
| 21   | A     | Marco Lingua             | Włochy          | x     | 70.81 | 71.07 | 71.07    |       |
| 22   | B     | Javier Cienfuegos        | Hiszpania       | x     | 70.91 | x     | 70.91    |       |
| 23   | B     | Igors Sokolovs           | Łotwa           | 69.77 | x     | 70.80 | 70.80    |       |
| 24   | B     | Quentin Bigot            | Francja         | 68.36 | x     | 70.78 | 70.78    |       |
| 25   | B     | Mark Dry                 | Wielka Brytania | 69.32 | x     | 70.27 | 70.27    |       |
| 26   | B     | Libor Charfreitag        | Słowacja        | x     | 69.65 | x     | 69.65    |       |
| 27   | A     | Andraš Haklić            | Chorwacja       | 69.31 | x     | x     | 69.31    |       |
| 28   | B     | Lukáš Melich             | Czechy          | x     | 68.92 | x     | 68.92    |       |
| 29   | A     | Konstantinos Stathelakos | Cypr            | 68.07 | 67.30 | 68.20 | 68.20    |       |
| 30   | A     | Dorian Collaku           | Albania         | 59.44 | 59.92 | x     | 59.92    |       |
|      | A     | David Söderberg          | Finlandia       | x     | x     | x     | NM       |       |

### Finał
| Poz. | Zawodnik               | Reprezentacja | #1    | #2    | #3    | #4    | #5    | #6    | Rezultat | Uwagi |
| ---- | ---------------------- | ------------- | ----- | ----- | ----- | ----- | ----- | ----- | -------- | ----- |
|      | Krisztián Pars         | Węgry         | 78.57 | 79.40 | x     | 79.72 | 79.46 | 77.47 | 79.72    |       |
|      | Aleksiej Zagorny       | Rosja         | 74.97 | 76.51 | x     | x     | 75.92 | 77.40 | 77.40    |       |
|      | Szymon Ziółkowski      | Polska        | 76.44 | x     | x     | x     | 74.31 | 76.67 | 76.67    |       |
| 4    | Walerij Swiatocha      | Białoruś      | 75.83 | x     | x     | 73.34 | 73.15 | 75.07 | 75.83    |       |
| 5    | Nicola Vizzoni         | Włochy        | 75.13 | 74.77 | 74.22 | 74.77 | x     | x     | 75.13    |       |
| 6    | Mattias Jons           | Szwecja       | 74.50 | 73.64 | x     | 74.56 | x     | 74.44 | 74.44    |       |
| 7    | Markus Esser           | Niemcy        | 74.18 | 73.26 | 73.00 | 74.49 | 72.23 | 74.43 | 74.49    |       |
| 8    | Jérôme Bortoluzzi      | Francja       | 73.89 | 74.49 | 73.10 | x     | 73.89 | 74.05 | 74.49    |       |
| 9    | Pawieł Krywicki        | Białoruś      | x     | x     | 73.67 |       |       |       | 73.67    |       |
| 10   | Olli-Pekka Karjalainen | Finlandia     | 69.97 | 73.08 | 73.48 |       |       |       | 73.48    |       |
| 11   | Marcel Lomnický        | Słowacja      | 73.41 | x     | 72.97 |       |       |       | 73.41    |       |
| 12 ! | Ołeksij Sokyrski       | Ukraina       | x     | x     | x     |       |       |       | NM       |       |